# Bernhard II. (Anhalt-Bernburg)

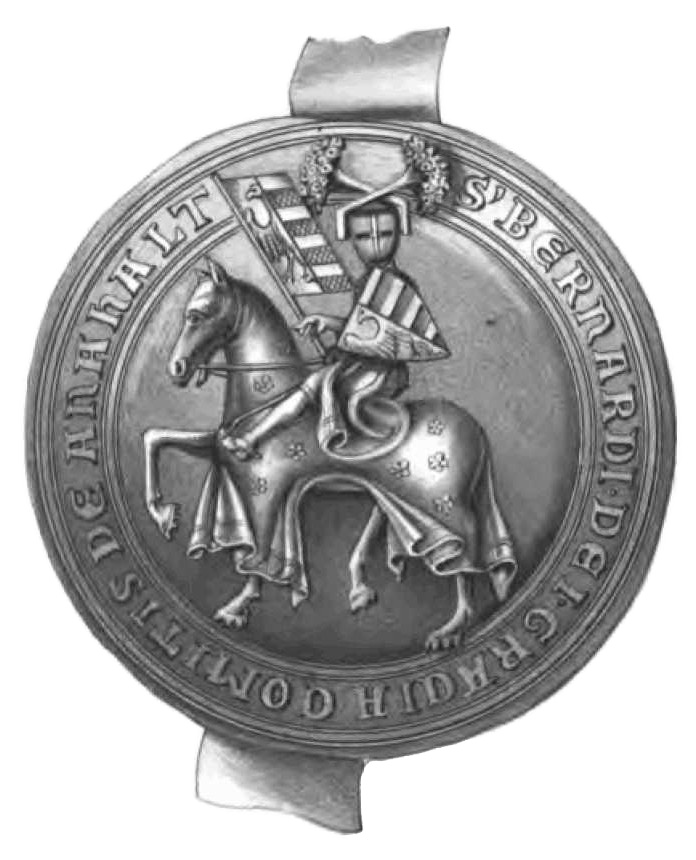
Siegel Bernhards II. von Anhalt-Bernburg

Bernhard II., Fürst von Anhalt-Bernburg (* um 1260; † nach 26. Dezember 1323) war ein regierender anhaltischer Landesfürst aus dem Geschlecht der Askanier.

## Leben
Er war der dritte Sohn von Bernhard I. von Anhalt-Bernburg und dessen Frau Sophie, Tochter von König Abel von Dänemark.
Nach dem Tod des Vaters 1287 erbte Bernhard das Fürstentum Anhalt-Bernburg gemeinsam mit seinem ältesten Bruder Johann I. Das Land wurde dabei jedoch nicht unter den Brüdern aufgeteilt, sondern sie regierten gemeinsam, bis Johann vier Jahre später (1291) starb und Bernhard Alleinherrscher von Anhalt-Bernburg wurde. Im Jahr 1300 nahm er den Titel des Grafen von Bernburg an. Ein Jahr später wurde sein fürstlicher Titel bestätigt.
Nach dem Aussterben der älteren Linie von Anhalt-Aschersleben (1316) erbte er auch deren fürstlichen Titel. Zudem wurde er im Dezember 1316 vom Halberstädter Bischof Albrecht I. – seinem Bruder – mit Haus und Stadt Aschersleben belehnt. Der Bernburger erkannte damit die lehnsrechtliche Oberhoheit des Bischofs an, was jahrelange Streitigkeiten zwischen den Anhaltinern und dem Bistum Halberstadt um das Aschersleber Erbe nach sich zog. König Ludwig IV. belehnte zwei Jahre später Bernhard II. mit all dem Besitz, den Otto II. von Anhalt-Aschersleben vom Reiche zu Lehen gehabt hatte. 1322 weitete sich der Streit um Aschersleben zwischen Bernhard III. von Anhalt-Bernburg und dem Halberstädter Bischof Albrecht II. zu einem erbitterten Rechtskampf aus. Obwohl selbst Kaiser Ludwig IV. der Bayer mehrmals zugunsten des Hauses Anhalt-Bernburg intervenierte, fiel im Jahr 1333 die endgültige Entscheidung: Aschersleben verblieb beim Bistum Halberstadt.
Am 27. September 1320 wurde Bernhard in Frankfurt am Main Pfalzgraf von Sachsen und Graf der Grafschaft Brehna. Er starb drei Jahre später.

## Ehe und Nachkommen
Am 27. Dezember 1302 heiratete er Helena (* um 1271, † 9. August 1315), Tochter von Wizlaw II. Fürst von Rügen und Witwe von Johann III. Fürst von Mecklenburg.
Der Ehe entstammten folgende Kinder:
- Bernhard III. († 20. August 1348), Fürst von Anhalt-Bernburg
- Heinrich († nach dem 19. August 1337), Dominikaner in Halberstadt
- Otto, Franziskaner in Magdeburg